# Aesch (Basilea)
Aesch és un municipi del cantó de Basilea-Camp (Suïssa), situat al districte d'Arlesheim.

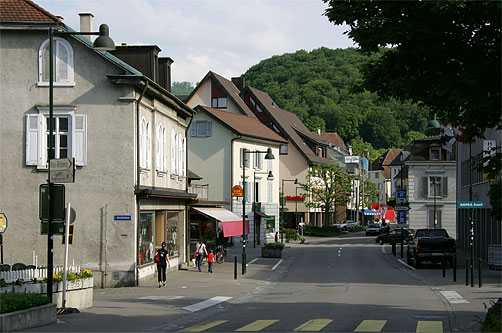
Carrer d'Aesch